# Batha (Fluss)
Der Batha ist ein saisonaler Fluss im Tschad.

## Verlauf
Das Wadi hat seinen Ursprung im Südosten der Provinz Wadai an der Grenze zum Sudan im Wadai-Massiv. Es folgt einem Kurs von Ost nach West. Der Batha mündet bei Yao in den Fitri-See.

## Hydrometrie
Die Durchflussmenge des Batha wurde an der hydrologischen Station in Ati beim größten Teil des Einzugsgebietes, über die Jahre von 1955 bis 1958 gemittelt, gemessen (in m³/s).